# 정신약리학

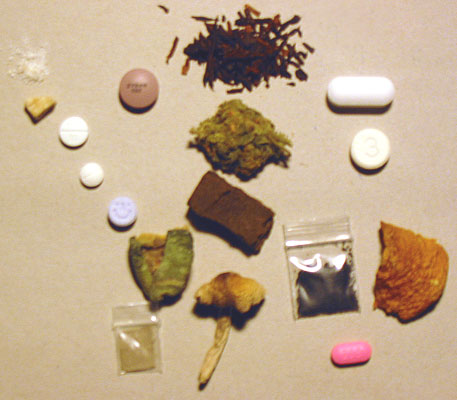

정신약리학(精神藥理學, Psychopharmacology)은 의학 및 정신건강의 한분야로 인간의 정신 기능에 영향을 주는 약물의 약리 작용과 그 임상적 적용을 연구하는 학문이다. 주로 신경정신약물을 그 대상으로 하며 향정신성의약품과도 관련있는 약리학이다. 신경정신약물학으로도 불린다.

## 중추신경계와 말초신경계
정신약리학의 주요 약리는 중추신경계통(CNS)과 말초신경계통(PNS)에서 작용하는 약물에 대해 그 영향에 관해 연구하는 측면에서 구분해볼 수 있다. 이러한 신경계의 반응을 위한 가장 빠른경로는 정맥주사(IV)인것으로 알려져있다.
혈관에 주사후 약물은 몇초내로 뇌의 작용부위에 도달된다.

## 같이 보기
- 용량-반응 곡선
- 신경전달물질